# Prosthechea ortizii
Prosthechea ortizii är en orkidéart som först beskrevs av Robert Louis Dressler, och fick sitt nu gällande namn av Wesley Ervin Higgins. Prosthechea ortizii ingår i släktet Prosthechea och familjen orkidéer.
Artens utbredningsområde är Costa Rica. Inga underarter finns listade i Catalogue of Life.